# Monomolgus
Genre
Monomolgus est un genre de copépodes de la famille des Rhynchomolgidae.

## Distribution
Les espèces de ce genre se rencontrent dans l'océan Pacifique et l'océan Indien.
Les espèces de ce genre sont associées à des scléractiniaires.

## Liste des espèces
Selon World Register of Marine Species (24 décembre 2017) :
- Monomolgus baculigerus Humes, 1979
- Monomolgus psammocorae Humes & Ho, 1967
- Monomolgus torulus Humes, 1984
- Monomolgus unihastatus Humes & Frost, 1964

## Publication originale
- Humes & Frost, 1964 : New Lichomolgid Copepods (Cyclopoida) Associated with Alcyonarians and Madreporarians in Madagascar. Cahiers ORSTOM  Océanographie, vol. 6, série Nosy Be II, p. 131-212.